# Шенеджата
Шенедж́ата (італ. Sceneggiata) (більше відома як Неаполітанська шенеджата (італ. Sceneggiata napolitana) або Неаполітанська мелодрама) — жанр народної вистави, у якій чергується спів з декламацією та мелодекламацією, з'явилась і розвинулась у Неаполі особливо у двадцяті-сорокові роки XX ст.
Назва походить від італ. sceneggiare — інсценувати, sceneggiata — інсценована.

## Історія
Цей цілком притаманний партенопейській артистичній дійсності жанр, з'явився у першому повоєнні. Метою його творців було об'єднання класичного музичного жанру з театром.
У центрі постановки знаходилась пісня, яка мала великий успіх; від неї шенеджата одержувала назву. Довкола її теми будувався театральний прозаїчний текст, в результаті чого створювалась вистава, у якому в єдине ціле сплавлялися спів, танець та декламація.
Попередниками шенеджати були такі комедіографи як Альтавілла, який писав, з економічних мотивів, комедії, що базувались на текстах відомих пісень. Наприклад: Don Ciccillo, Fanfarra та Te voglio bene assaie.
Однією з причин появи шенеджати називають дії уряду Італії який після поразки у Капоретто обважнив податки на естрадні концерти, вважаючи їх фривольними та виродженими, і стимулюючи цим авторів, задля ухилення від податків, вигадати змішану виставу.
Один з перших прикладів шенеджати виходить з трупи Дж. Д'Алессіо, який у 1918 репрезентує Пупаделлу (Pupatella) (з однойменною піснею (Ліберо Бовйо (Libero Bovio)). Вистава має своїми темами зраду та світ злочинців.
Перші «експериментальні» постановки розповсюджуються вже з 1919. Швидко по цьому приходить компанія Cafiero-Fumo (з якою працював також Ніно Таранто (Nino Taranto)), скріплюючи шенеджату у жанр.
Можливо успішнішим було артистичне братство, що працювало сугубо в периферійних театрах; таких як Trianon та San Ferdinando. Воно винесло на сцену численні шенеджати у передуюче Другій світовій війні двадцятиліття. Серед його представників можна згадати Сальваторе Каф'єро (Salvatore Cafiero), що прийшов з вар'єте, та Еудженьо Фумо (Eugenio Fumo) — з народного театру.
Неаполітанська шенеджата була добре репрезентована у Нью-Йорку, між італійськими емігрантами маленької Італії, зокрема компанією Maggio-Coruzzolo-Ciaramella. Слід згадати також компанію Ріа Рози (Ria Rosa), Фарфарьєлло (Farfariello) та передусім королеви емігрантів Джільди Міньйонетте (Gilda Mignonette) Marchetello-Diaz,
Жанр зводиться, втрачаючи свій вплив на публіку та виходить з користування. Однак у сімдесятих має нетривале відновлення (.

## Канони шенеджати
Шенеджата добре визначається в ((канон))ах, за якими неаполітанські автори розгортають на сцені свої твори. Її темами є кохання, зрада, честь, інколи світ злочинців, що синтезується у триномі головних дієвих осіб
- isso («він»), також «tenore» (тенор), позитивний герой;
- essa («вона»), також «prima donna di canto» (примадонна співу), героїня;
- 'o malamente (зловмисник), антагоніст;

добре визначені також партії оточення:
- 'a mamma (мати), друга жінка;
- 'o nennillo («малий»), хлопчик від 6 до 11 років, зазвичай син головної пари;
- 'o comico та  'a comica (коміки: чоловік та жінка), партії буф, яким призначались комічні пісні.

Жінка бачилась майже завжди у негативних сенсах: ладна зрадити коханого, носійка ціностей лише як мати.
Не бракує шенеджаті і соціальних тем, як, наприклад, у відомій виставі Ліберо Бовіо  'O Zappatore, дія якої розгортається у США, де вона мала великий успіх.

## «Поети компанії»
У золоте двадцятиріччя жанру, було багато так званих «поетів компанії» (poeti di compagnia), яким доручалось постачати (безперервним потоком) тексти для шенеджати.
Серед них згадуються:
- Енцо Лучіо Муроло (Enzo Lucio Murolo) (Неаполь, 5 квітня 1898 — 24 лютого 1975)
  - Surriento gentile
  -  'A santa notte
  - Fiocca la neve
- Оскар Ді Майо (Oscar Di Maio) — був геніальним театральним письменником, але його твори не змогли витримати тісняви квартири. Однак його тексти, стали доконечним джерелом для багатьох авторів майбутнього, більш вдалих та знаменитих.
  - Core furestiero
  - Napoli canta
  - Cicerinella teneva, teneva
- Ґаспаре Ді Майо (Gaspare Di Maio) (Неаполь, 1872 — Тренто, 1930)
  - O sole mio
  - Torna al paesello
  - Te lasso
  - Lacreme napulitane
  -  'A figlia da madonna
  - Nun è Carmela mia
  - Sciantosa
  -  'O Rre
  -  'A zingara
  - S'song 'o pate
  -  'O meglio amico
  - Core nuosto
  -  'E ppentite
  - Era de'maggio
  - Don Peppe 'gatta
  - Oro
  - Notte napulitane
  -  'O viento
  - E' 'o sole
  - Scunciglio
  - Buscie
  - Rossa malupina
- Рафаеле Курацці (Raffaele Chiurazzi)
  -  'O zappatore
  - Tarantella scugnizza

## La Шенеджата в кіно
Кіноіндустрія, що народжувалась у ті часи, негайно взяла на озброєння шенеджату.
Між 1919 та 1927 кіностудія «Miramare film» Емануеле Ротонно, після успіху Lucia Lucì (1919, режисура У. М. Дел Колле) зняла сто плівок, всі мали великий успіх.
Слід зауважити, що неаполітанський ((кінематограф))продовжував продукувати, також після 1945, фільми іменовані назвами успішних пісень, модель, що її первісно застосувала саме шенеджата.

## Відродження сімдесятих
Після років майже тотального забуття
(у 1969, в усьому Неаполі, лише Театр Дві тисячі (Teatro Duemila), керований Джованні Фйоренцою (Giovanni Fiorenza), зберігає традицію), у сімдесяті роки шенеджата зазнає відродження. Новим життям вона завдячує Маріо та Салу Да Вінчі (Mario e Sal Da Vinci), Піно Мауро (Pino Mauro), Маріо Треві (Mario Trevi), Ніно Д'Анджело (Nino D'Angelo), Кармело Дзаппуллі (Carmelo Zappulla) та, передусім, співаку та актору Маріо Меролі
(Mario Merola),, який на переломі шістдесятих та сімдесятихокрім того що грає у класичних театральних постановках шенеджати, стає головною дієвою особою у численних її екранізаціях.
З 1973, рік фільму Sgarro alla camorra, актор грає у різноманітних стрічках (г.ч. Альфонсо Бреши) що приносить йому ім'я короля шенеджати.
Див. також Неаполітанська пісня

## «Поети компанії» відродження
- Альберто Шотті (Alberto Sciotti) (Неаполь, 24 жовтня 1925 — 21 серпня 1998)
  - So' nnato carcerato (з Маріо Треві, Енцо Вітале (Enzo Vitale), Джино Конте (Gino Conte))
  - Grazie Marì (з Мірною Доріс (Mirna Doris), Піно Мауро (Pino Mauro), Памелою Парі (Pamela Paris) та Марією Ді Майо (Maria Di Maio))
  -  'A Discoteca (з Ніно Д'Анджело (Nino D'Angelo), Ізою Марлене (Isa Marlene), Фортуною Робустеллі (Fortuna Robustelli), Адріаною Віллані (Adriana Villani), Раймондо Сальветті (Raimondo Salvetti))
  -  'O fuorilegge (з Піно Мауро, Ріно Марчеллі (Rino Marcelli), Ізою Ланді (Isa Landi) та Нунцією Ретон (Nunzia Greton))
  - Esposito Teresa (з Ніно Д'Анджело, Фортуною Робустеллі)
  -  'A figlia d'a Madonna (з Джанні та Анноюмаріею Росселлі (Джанні & Annamaria Rosselli), Нільде Палладіно (Nilde Palladino) та Мелло Янтолі (Lello Iandoli))
  - Tiziana (з Джанні та Анноюмаріею Росселлі, Нільде Палладіно, Джільдою Вайро (Gilda Vairo))
  -  'A sposa mia (з Джанні та Анноюмаріею Росселлі, Енцо Романо, Міммою Лой)
  -  'O cuntadino (з Джанні та Анноюмаріею Росселлі, Мірою Контес (Mira Contes), Тотореллі (Totorelli))
  -  'O caporeparto (з Франко Морено (Franco Moreno), Лією Бруною (Lia Bruna), Стефанією Манчіно (Stefania Mancino), Оскаром Ді Майо (Oscar Di Maio))
  -  'Mpazzuto 'e bene (з Франко Морено, Антонелою Лорі (Antonella Lori), Стефанією Манчіно, Оскаром Ді Майо)
  -  'O spaccalegna (con Mimmo Iannelli, Pamela Paris, Enzo Nandi, Tony Sposito, Tony Lama)
  - Terza elementare (з Мауро Нарді (Mauro Nardi), Фортуною Робустеллі, Анджело Деі Вісконті (Angelo Dei Visconti), Франко Калоне (Franco Calone), Сільваною Манчіно (Silvana Mancino))
  - L'urdema preghiera (з Міммо Рокко (Mimmo Rocco), Альбою Седаро (Alba Setaro), Тоні Валенте (Tony Valente), Le Lucciole)
  - Finalmente (з Кармело Дзаппуллою (Carmelo Zappulla), Нандо Нері (Nando Neri), Нільде Палладіно та Нандо Сімоном (Nando Simon))
  - Esposito Teresa (з Ніно Д'Анджело, Міа Руною (Lia Bruna), Ізою Марлене (Isa Marlene), Ernesto Mahieux, Енціною Берті (Enzina Berti), Адріаною Мілані (Adriana Villani), Раймондом Сальветті)
  - Gesù (з Кармело Дзаппуллою, Розалія Маджо (Rosalia Maggio), Бен'яміно Маджо (Beniamino Maggio), Морганою [Morgana))
  - Povero Ammore(з Кармело Дзаппуллою, Антонеллою Батті (Antonella Patti), Морганою, Нандо Сімоном, Лією Бруною)
  - Povera mamma mia (з Джанні та Анноюмаріею Росселлі, Джованною Де Сіо (Giovanna De Sio), Надею Сільвер (Nadia Silver), Рітою Челлі (Rita Celli))
  - Miracolo e Natale (з Маріо та Салом Да Вінчі (Mario & Sal Da Vinci, Бен'яміно Маджо (Beniamino Maggio), Граціеллою Маріно (Graziella Marino), Вірджинією Да Реша (Virginia Da Brescia), Енцо Нанді)
  -  'Ncatenato 'mbriaccio a te (з Енцо Д'Аурія) (Enzo D'Auria), Анною Д'Онофріо (Anna D'Onofrio), Ернесто Мартуччі (Ernesto Martucci), Тоні Спозіто (Tony Sposito))
  - Caro papà (з Маріо та Салом Да Вінчі, Нунціо Ґалло (Nunzio Gallo), Піа Вельсі (Pia Velsi), Адріаною Віллані (Adriana Villani))
  -  'A mamma (з Маріо та Салом Да, Піа Вельсі, Бен'яміно Маджо, Граціеллою Маріно, Армандо Маррою (Armando Marra), Вірджинією Да Реша)
  -  'O motorino (з Маріо та Салом Да Вінчі, Глоріаною (Gloriana), Енцо Нанді)
  -  'O scugnizzo e o signore (з Маріо та Салом Да Вінчі, Чіро Капано (Ciro Capano), Піа Вельсі, Граціеллою Маріно)
  -  'O trovatello (з Маріо та Салом Да Вінчі, Альберто Амато (Alberto Amato), Граціеллою Маріною, Піа Вельсі)
  - Voce amica (з Маріо та Салом Да Вінчі, Глоріаною, Енцо Нанді)
  -  'O chiammavano Masaniello (з Маріо та Салом Да Вінчі, Чінцією Оскар (Cinzia Oscar), Терезою Рокко (Teresa Rocco), Марією Дел Монте (Maria Del Monte))
  - Sacrificio 'e mamma (з Маріо та Салом Да Вінчі, Бальтассарре (Baldassarre), Марією Дел Монте (Maria Del Monte), Граціеллою Маріно)
  -  'A bambulella (з Mario & Sal Da Маріо та Салом Да Вінчі, Граціеллою Маріно, Марією Дел Монте, Кармен Емоцьоні (Carmen Emozioni))
  -  'A cummunione 'e Salvatore (з Маріо та Салом Да Вінчі, Піа Вельсі, Міммо Решою (Mimmo Brescia), Фортуною Робустеллі))
  -  'O giurnalaio (з Маріо та Салом Да Вінчі, Піа велсі, Граціеллою Маріно, Вірджинією Да Реша)
  -  'O cunvento (з Маріо та Салом Да Вінчі, Розарією Де Белліс (Rosaria De Bellis), Граціелою Маріно, Вірджинією Да Реша)
  -  'O clandestino (з Маріо та Салом Да Вінчі, Піа Велсі, Граціеллою Маріною, Фортуною Робустеллі)
  - Montevergine (з Маріо та Салом Да Вінчі, Альберто Амато, Піа Велсі, Тоні Сіджілло (Tony Sigillo))
  - Senza mamma e senza pate (з Маріо та Салом Да Вінчі, Pia Піа Велсі, Граціеллою Маріною, Вірджинією Да Реша)
  - Eternamente (з Маріо та Салом Да Вінчі, Ernesto Mahieux, Кармен Емоцьоні, Граціелою Маріною)
  - Tanti auguri (з Маріо та Салом Да Вінчі, Франко Маріно, Терезою Стіле, Ernesto Mahieux)
- Аньєло Анджелла (Aniello Langella) (Неаполь, 4 жовтня 1919 — 28 березня 1995)
  -  'O tesoro (з Маріо Треві, Maria Del Monte, Mimmo Brescia, Giorgio Martin, Dea Dionisi, Virginia Da Brescia)
  -  'O cammurrista (з Маріо Треві, Nunzia Greton, Gino Brillante, Anna De Magistris, Marisa Kendall, Franco Lubrano, Renato Morra, Liana Montalbo, Nino Schiattarella, Mira Contes, Gino Capozzi)
  -  'O fuggiasco (з Маріо Треві, Nunzia Greton, Gino Brillante, Anna De Magistris)
  -  'O Mariuolo (з Маріо Треві, Maria Del Monte, Giorgio Martin, Maria Amato, Gino Brillante, Lino Costa)
- Франческо Мартінеллі (Francesco Martinelli)
  - Papà (з Маріо Треві, Maria Di Maio, Gennaro Maione, Giorgio Martin, Paola Rossi, Oscar Di Maio, Maria Del Monte, Renato Morra, Rosalia Abate, Trottolino)
  - Astrignete 'a mme (з Маріо Треві, Maria Di Maio, Gennaro Maione, Giorgio Martin, Paola Rossi, Oscar Di Maio, Maria Del Monte, Renato Morra, Rosalia Abate, Trottolino)
  -  'O metronotte (con Маріо Треві, Dea Dionisi, Nina Landi, Baldassarre, Franco D'Antonio, Enzo Manco, Pasquale Abbate, Giorgio Martin, Daniela Denis, Salvatore Esposito, Nino Schiattarella, Lucia Landi
- Елена Каньо (Elena Cannio)
  -  'A mano nera (з Маріо Треві, Nunzia Greton, Gino Brillante, Armando Rossi, Anna De Magistris, Marisa Kendall, Nino Schiattarella, Lucia Landi, Gianni De Simone, Mariolino, Tony Cavone, Mira Contes, Nino Oscar, Tino Tommaselli)